# Vakajama prefektúra
 Vakajama prefektúra Japánban, a Kii-félszigeten, a Honsú szigeten, Kanszai régióban fekszik. Székhelye Vakajama.

## Földrajz

Vakajama prefektúra térképe.

### Városok
Kilenc város található ebben a prefektúrában:
| - Arida - Gobó - Hasimoto | - Ivade - Kainan - Kinokava | - Singú - Tanabe - Vakajama (székhely) |

### Kisvárosok és falvak
| - Arida Körzet Aridagava Hirogava Juasza - Hidaka Körzet Hidaka Inami Hidakagava Jura Mihama Minabe | - Higasimuro Körzet Kitajama Kozagava Kusimoto Nacsikacúra Taidzsi - Ito Körzet Kacuragi Kója Kudojama | - Kaiszó Körzet Kimino - Nishimuro Körzet Kamitonda Sirahama Szuszami |

## Kultúra
Az Ito körzetbeli Kója-hegy (高野山; Hepburn: Kōya-san) a Singon buddhizmus központja. Ez az első japán stílusú buddhista templomok egyike, máig zarándokhely és egyre népszerűbb turistacélpont, mivel az embereket lenyűgözik a hegy tetején álló, magas cédrusfákkal övezett templomok. A szent helyek és zarándokutak a Kii-hegyen kiterjednek a prefektúrára több mérföld hosszan, és együtt a Világörökség részét képezik, a 11. japán területként.
A prefektúra déli területein találhatóak  a Kumano-szentélyek. A Tomogasima-sziget (ami valójában 4 sziget csoportja) is a prefektúra része.

## Oktatás
- Vakajama Egyetem
- Kojaszan Egyetem

## Testvérkapcsolatok
A prefektúrának az alábbi területekkel van testvérkapcsolata:
- Rhichmond, Kanada
- Sandong, Kína
- Pyrénées-Orientales, Franciaország
- Florida, Amerikai Egyesült Államok
- Sinaloa, Mexikó
- Galicia, Spanyolország

## Külső hivatkozások
- Vakayama prefektúra hivatalos honlapja (angol)
- Vakajama útleírások[halott link]
- Nanki látnivalók